# 国鉄3150形蒸気機関車

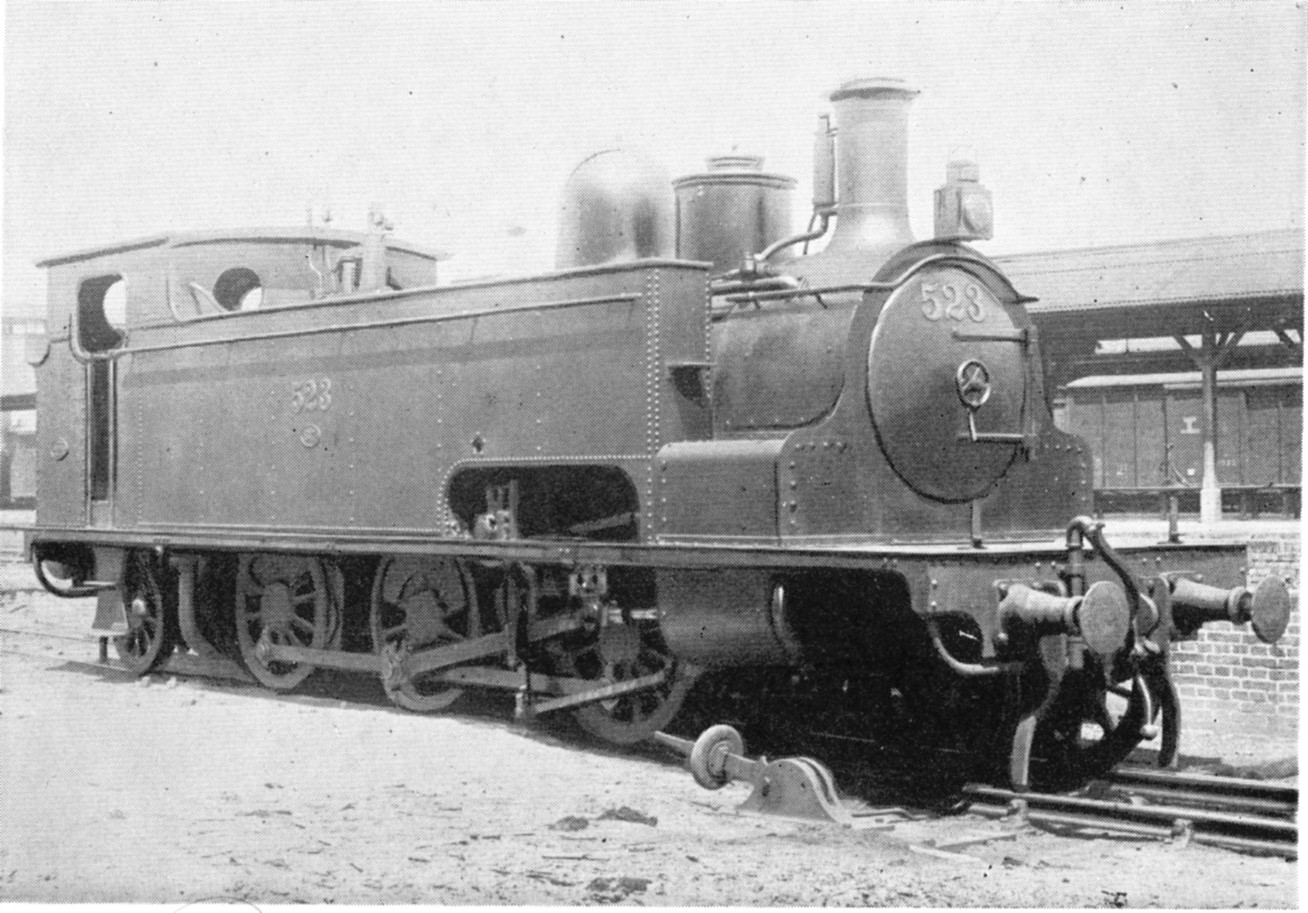
鉄道作業局 523（後の鉄道院 3152）

3150形は、かつて日本国有鉄道の前身である鉄道作業局・鉄道院・鉄道省に在籍したタンク式蒸気機関車である。

## 概要
元は、鉄道作業局が1904年（明治37年）3月に自局の神戸工場で4両を製作した車軸配置2-6-2(1C1)の単式2気筒飽和式タンク機関車で、番号は521 - 524（後にB7形）と称した。私鉄国有化を受けて1909年（明治42年）に実施された鉄道院の車両称号規程では、3150形（3150 - 3153）に改番された。
東海道線京都・馬場間の急勾配区間で使用するために製作されたもので、先にイギリスのナスミス・ウィルソンから輸入されたB5形（後の3080形）と用途面では共通であるが、同じ神戸工場で製作されたB6形（後の2120形）との共通点も多い。同じ勾配線用であるB6形やF1形（後の9150形）と同様、反圧ブレーキを装備していた。
また、当時、神戸で汽車監察方を務めていた、リチャード・フランシス・トレビシックの指導により1902年（明治35年）から製作着手され、煙室前板の形状は彼の流儀の前板のみを下広がりとしたもの、弁装置もジョイ式である。
配置は終始京阪神地区で、大阪、神戸、梅小路などに所属し貨物列車の牽引に使用されていたが、1922年（大正11年）7月に全車が廃車解体され、民間に払下げられたり、保存されたものはない。　

## 主要諸元
- 全長：10,699mm
- 全高：3,658mm
- 全幅：2,460mm
- 軌間：1,067mm
- 車軸配置：2-6-2(1C1)
- 動輪直径：1,245mm
- 弁装置：ジョイ式基本型
- シリンダー（直径×行程）：406mm×610mm
- ボイラー圧力：10.5kg/cm2
- 火格子面積：1.4m2
- 全伝熱面積：96.7m2
  - 煙管蒸発伝熱面積：88.4m2
  - 火室蒸発伝熱面積：8.27m2
- ボイラー水容量：3.17m3
- 小煙管（直径×長サ×数）：44.5mm×3,334mm×190本
- 機関車運転整備重量：50.23t
- 機関車空車重量：39.51t
- 機関車動輪上重量（運転整備時）：37.37t
- 機関車動輪軸重（第2動輪上）：13.16t
- 水タンク容量：5.95m3
- 燃料積載量：2.29t
- 機関車性能
  - シリンダ引張力：7,210kg
- ブレーキ装置：手ブレーキ、真空ブレーキ、反圧ブレーキ